# Engas (Palau)
Der Engas (auch: Mount Remian) ist ein 125 m hoher Hügel auf der Insel Babelthuap im Inselstaat Palau im Pazifik.

## Geographie
Der Hügel liegt im Westen der Insel im administrativen Staat Aimeliik an der nördlichen Grenze zu Ngatpang. An der Verbindungsstraße nördlich des Berges liegt der Steinbruch Ngatpang Quary.